# Pepe Auth
José Auth Stewart (Santiago, 6 de marzo de 1957) es un político, sociólogo y veterinario chileno. Desde 2018 hasta 2022 ejerció como diputado de la República por el distrito n° 8, de la Región Metropolitana de Santiago. Anteriormente ocupó el mismo cargo, pero por el antiguo distrito n° 20 (de la misma región) durante dos periodos consecutivos, entre 2010 y 2018. Fue embajador de Chile ante el Reino de Suecia entre 2000 y 2004, bajo la presidencia de Ricardo Lagos.

## Biografía

### Infancia y vida personal
Nació en el Hospital San Borja de la capital chilena, siendo el quinto de los que serían seis hermanos (cuatro medio hermanos mayores, por parte de la madre, y una hermana menor). Su madre, Joan Stewart Visintainer, de origen inglés, creció en Isla Dawson. De los nueve a los doce años vivió en Tierra del Fuego, donde su padre, Raúl Auth Caviedes, ejercía la medicina en el campamento petrolero de ENAP en Cerro Sombrero.
Cambió su nombre en 1997 para aparecer en la cédula de votación como Pepe y no José.
Tiene en total seis hijos, la mayor de una relación juvenil, dos hijas de su primer matrimonio; su primer hijo varón de una nueva relación y dos con su segunda esposa, Tita Rojas.

### Estudios
Hizo su enseñanza media en el Internado Nacional Barros Arana (INBA), completó sus estudios de pregrado (diez semestres) en la Facultad de Ciencias Pecuarias y Medicina Veterinaria de la Universidad de Chile. También cursó varios semestres de la carrera de psicología en la misma universidad, de la que fue exonerado por razones políticas en enero de 1981.
Participó en 1982 y 1983 en el Programa de Jóvenes Investigadores en Ciencias Sociales de Flacso-Chile y en el primer programa de ciencias sociales de la Academia de Humanismo Cristiano, donde además trabajó como asistente del profesor Manuel Antonio Garretón.
Cursó entre 1983 y 1986 estudios de posgrado en sociología bajo la dirección del profesor Alain Touraine, en la Escuela de Altos Estudios en Ciencias Sociales de París (EHESS), donde obtuvo su Diploma de Estudios en Profundidad (DEA) para optar a doctor, equivalente a un master of arts.
Fue miembro del equipo de investigadores del Centro de Estudios Sociales SUR en dos periodos interrumpidos por sus estudios en París. Allí participó primero en un programa de Educación para la Democracia y luego creó el área de juventud, desarrollando investigaciones, seminarios y publicaciones sobre la situación de los jóvenes en Chile. Más tarde, y hasta el año 2000, fue socio gerente de Itaca Consultores y luego de Authente Consultores, empresas de estudios sociales, asesorías en identidad pública y estrategias de comunicación. También fue asesor del Ministerio Secretaría General de la Presidencia y director del Programa de Estudios Electorales de la Fundación Chile 21.

## Carrera política
Tuvo activa participación política en el Partido Por la Democracia (PPD), como miembro de su primera Directiva Nacional electa en 1990, jefe de campaña parlamentaria en 1993, vicepresidente nacional entre 1996 y 2000, Secretario General y luego presidente nacional entre 2006 y 2009.
En diciembre de 2009, fue electo diputado en representación del distrito N.º 20, correspondiente a las comunas de Cerrillos, Estación Central y Maipú, por el periodo legislativo 2010-2014.
Integró las comisiones permanentes de Hacienda; y de Vivienda y Desarrollo Urbano.
Entre 2011 y 2014, fue jefe de la Bancada de diputados del PPD.
Fue también, presidente del grupo interparlamentario chileno-francés y del Comité parlamentario del PPD.
En las elecciones parlamentarias de 2013, es reelecto diputado de la República por el distrito n.° 20, esta vez por el periodo legislativo 2014-2018.
A partir del 11 de marzo de 2014, asume, junto al diputado Jorge Insunza de Las Heras, como jefe de bancada del PPD.
Integró las Comisiones permanentes de Hacienda, la cual presidió a partir del 18 de marzo de 2015 y perteneció hasta abril de 2017; Deportes y Recreación; Micro, Pequeña y Mediana Empresa, Protección de los Consumidores y Turismo. Asimismo, integró la Comisión Especial de Presupuestos los años 2014 y 2015. Por otra parte, en este periodo integró diversas Comisiones especiales investigadoras, entre ellas: la encargada de analizar las actuaciones del Servicio Electoral (Servel) frente a las presuntas anomalías en los aportes privados a las campañas parlamentarias y presidenciales y la participación del Estado en apoyo de una u otra candidatura y la de las actuaciones del Servicio de Impuestos Internos y de la Superintendencia de Valores y Seguros, en relación con la fiscalización del grupo de empresas Penta y sus socios controladores, las donaciones a la Universidad del Desarrollo y las contribuciones financieras a partidos políticos.
Participó, en el XXII Período Extraordinario de Sesiones del Parlamento Andino, entre el 26 y 27 de febrero de 2015, en Bogotá, Colombia; en la Reunión de la Comisión de Salud del Parlamento Latinoamericano (Parlatino), entre el 1 y 3 de diciembre de 2016 y la formó parte de la delegación que visitó la Oficina de Presupuestos del Congreso de los Estados Unidos, entre los días 25 y 28 de noviembre de 2017.
El 2 de mayo de 2016 formalizó ante el Servel su renuncia al Partido por la Democracia, tras 28 años de militancia. Posteriormente se unió a la bancada del Partido Radical (PR), en la cual se mantuvo hasta diciembre de 2019 cuando el consejo general de la colectividad solicitó de manera inmediata su expulsión luego de que votara por rechazar la acusación constitucional contra el presidente Sebastián Piñera, la que finalmente no prosperó.
El 21 de marzo de 2017, se incorpora al Comité Mixto e Independientes, dejando de pertenecer al Comité de Diputados del PPD.
En las elecciones parlamentarias de noviembre de 2017, fue elegido diputado por el nuevo distrito n.° 8 de la Región Metropolitana, en calidad de independiente, por el período 2018-2022, asumiendo el 11 de marzo de 2018.
Integró la Comisión Permanente de Hacienda. Es miembro de las comisiones permanentes de Emergencia, Desastres y Bomberos; y Recursos Hídricos y Desertificación.
En el año 2018, integra la Comisión Especial Investigadora respecto de irregularidades en contra del Ejército en procesos de adquisición que indica. En el año 2019 las comisiones especiales investigadoras sobre: Actuaciones de órganos públicos en relación con sector portuario estatal; Emergencia por contaminación de agua potable en Osorno; y Actos de los Ministerios del Interior y de Defensa Nacional relacionados con el estado de emergencia.
En junio de 2018, integró la delegación parlamentaria que asistió a la VIII Sesión de la Comisión Interparlamentaria de Seguimiento a la Alianza del Pacífico (CISAP) realizada en Colombia.
Se desempeñó como segundo vicepresidente de la Cámara de Diputados desde el 19 de marzo de 2019 hasta el 7 de abril de 2020. Presidió su mesa el diputado Iván Flores García y la primera vicepresidencia de la diputada Loreto Carvajal.
En enero de 2020 ingresó a la bancada de la Democracia Cristiana (DC), en calidad de independiente.

### Otras actividades
Es autor de numerosos ensayos, primero sobre temas de juventud y luego sobre asuntos políticos y electorales. Participa activamente del debate público a través de entrevistas y artículos de opinión, tanto en diarios y revistas de circulación nacional como en medios académicos y políticos. Es editor del libro de autobiografías de chilenos en Suecia, Con Chile en el Corazón, publicó en 2009 el libro de su autoría, Pasiones y Convicciones. Autobiografía intelectual. En 2018 publica Sin Sombrero. Selección de intervenciones en el Hemiciclo.
Participa con frecuencia en diversos programas de análisis y debate político en radio y televisión y de manera permanente desde 2013 en el programa Conectados con Agricultura de la emisora del mismo nombre, los días lunes de 11 a. m. a 13 p. m.

## Obras
- 2009, Pasiones y convicciones (Editorial Catalonia)

### Publicaciones escogidas
- El proceso de transformaciones Universitarias 1973-1983, Doc. de Trabajo SUR, 1983.
- El movimiento estudiantil. Conceptos e historia. Con Ana Tironi, vol IV de la Biblioteca del Movimiento Estudiantil, Ediciones SUR, 1984
- Antecedentes estructurales de las universidades chilenas. Vol V de la Biblioteca del Movimiento Estudiantil, Ediciones SUR, 1984.
- Pour une Intervention Sociologique sur la Lutte Étudiante au Chili. CADIS, Escuela de Altos Estudios en Ciencias Sociales, París, 1985.
- Juventud y política. En colaboración con Agurto, Canales, Hidalgo, Rodríguez y Solari. Doc. de Trabajo N.° 86, SUR, 1988.
- Esperando la esperanza. Los jóvenes y el plebiscito de 1988, en Proposiciones  N.° 16, Ediciones SUR, agosto de 1988.
- La clase media y las opciones nacionales, en Actores Sociales más allá de la Transición, Alburquerque y Jiménez (Eds.), Proyecto Alternativo, 1988.
- Las luchas estudiantiles. Un ensayo descriptivo. Documento de Trabajo N.° 100, SUR, 1988.
- Las luchas estudiantiles en Chile. Crónica de una Década. Doc. de Trabajo N.° 101, SUR, 1988.
- Breve análisis de las elecciones de diputados del 14 de diciembre de 1989. Doc. de Trabajo SUR Y fortín Mapocho, 1990.
- Afirmaciones, hipótesis, preguntas e invitaciones a un actor virtual, en Los Jóvenes en Chile Hoy, editado por Auth & otros.  SUR, CIEPLAN, CIDE, PSI-Pirque e Instituto para el Nuevo Chile. Santiago, 1990.
- El contexto de la violencia juvenil, Doc. de Trabajo PIIE, 1991.
- Elecciones municipales del 28 de junio de 1992.  Análisis de sus resultados. Doc. de Trabajo, 1992.
- Análisis de una encuesta a los consejeros nacionales del PPD. Con Fernando Echeverría, serie Contribución al Debate N.° 1, PPD, 1993.
- Lecciones de una elección. Con Víctor Manuel Rebolledo, serie “Contribución al Debate”, N.° 5, PPD, 1994.
- Elecciones presidenciales y parlamentarias de 1993, revista Estudios Públicos N.° 54, otoño de 1994.
- Brève analyse des élections générales de 1993, en revista Problémes d’Amérique Latine N.° 11, octubre-diciembre de 1994.
- El futuro del sistema electoral chileno, Doc. de Trabajo Corporación Tiempo 2000, 1994.
- El avance del PPD en las municipales 96, serie “Contribución al Debate” N.° 17, PPD, 1997.
- La experiencia neozelandesa de modernización del estado, con Luis Sánchez Castellón. Colección Ideas, Chile 21, 1997.
- Análisis primarias Concertación 99. Con Hernán García, Documento de Trabajo, julio de 1999.
- Informe parlamentarias 2001. Con Hernán García, Documento de Trabajo, enero de 2002.
- Análisis de las elecciones municipales 2004. Con Hernán García, Colección Ideas, Chile 21, enero de 2005
- Estudio sobre las elecciones parlamentarias, Colección Ideas, Chile 21, agosto de 2005
- De un sistema electoral proporcional excluyente a uno incluyente, en Chile 21 reflexiona al Chile del XXI, Ediciones Chile 21, 2005.
- La reforma electoral necesaria, en la reforma del sistema binominal de Carlos Huneeus (editor). Santiago, 2006
- Numerosos artículos de opinión, entrevistas y ensayos sobre temas sociales, políticos y electorales, tanto en diarios y revistas de circulación nacional como en medios académicos y políticos desde 1988.

## Historial electoral

### Elecciones parlamentarias de 1997
- Elecciones parlamentarias de 1997 a Diputado por el distrito N.°48 (Angol, Collipulli y Ercilla,  Los Sauces, Lumaco, Purén, Renaico y Traiguén)[6]

### Elecciones parlamentarias de 2009
- Elecciones parlamentarias de 2009 a Diputado por el distrito N.°20 (Maipú, Estación Central y Cerrillos)[7]

### Elecciones parlamentarias de 2013
- Elecciones parlamentarias de 2013 a Diputado por el distrito N.°20 (Maipú, Estación Central y Cerrillos)[8]

### Elecciones parlamentarias de 2017
- Elecciones parlamentarias de 2017 a Diputado por el distrito 8 (Cerrillos, Colina, Estación Central, Lampa, Maipú, Til Til, Pudahuel y Quilicura)[9]